# Bundesverband Systemboden
Der Bundesverband Systemböden e. V. (abgekürzt BVS) ist eine in Düsseldorf ansässige Branchenvertretung für die Unternehmen der Systembodenindustrie in Deutschland. Sie ist offen für Mitglieder aus dem europäischen Ausland. Die derzeitigen Mitglieder aus Deutschland, Österreich und der Schweiz sind Unternehmen für den Vertrieb und die Montage bzw. den Einbau von Systembodenkonstruktionen wie auch Hersteller von Systembodenkomponenten.

## Aufgaben des Verbandes
Die Aufgaben des Verbandes umfassen das Bündeln und Moderieren der Interessen hinsichtlich der Entwicklung von Materialkomponenten, Konstruktionsweisen sowie Ausführung von Systemböden. Im stetigen Austausch von Vollversammlung und internen Arbeitskreisen werden Themen zur Technik, Normung, Regelwerken, marktrelevanten Aspekten, Öffentlichkeitsarbeit etc. diskutiert, Ergebnisse in Beschlüssen festgelegt und vereinbarte Maßnahmen in Aktionen umgesetzt. Vom Verband autorisierte Mitglieder vertreten den BVS in externen Fachgremien und leisten dort ihren Beitrag beim Fortschreiben von Regelwerken und Normen. Darüber hinaus versteht sich der BVS als Informationszentrum für alle fachinteressierten Personen und Gruppen.

## Personelle Struktur des BVS
Vollversammlung: Die Vollversammlung des Verbandes setzt sich aus den ordentlichen Mitgliedern und den kooperativen Mitgliedern zusammen. Vorstand, Geschäftsführung: Der Verband wird geführt von einem fünfköpfigen Vorstand mit einem Vorstandsvorsitzenden an der Spitze dieses Gremiums wie auch des Verbandes. Ein Geschäftsführer organisiert die Verbandstätigkeit und moderiert die Inhalte innerhalb des Verbandes und ist Ansprechpartner für die externe Kommunikation. Gremien: Weitere Gremien, die sich aus der Vollversammlung rekrutieren, sind der Technikausschuss und projektbezogene Arbeitskreise. Sie berichten ihrerseits über die Entwicklung der Sachstände ihrer Ressorts, nehmen Ideen und Anregungen aus der Vollversammlung zur Fortschreibung ihrer Tätigkeit auf und bereiten Entscheidungsgrundlagen vor.

## Tätigkeiten

### Mitwirken an Regelwerken
DIN EN Normen: Im Rahmen der technischen und wirtschaftlichen Entwicklung von Systemböden entwickelt der BVS administrative und technische Grundlagen, die in den Prozess der europäischen Normung für die EN 12825 Doppelböden und EN 13213 Hohlböden eingebracht werden. In der VOB/C DIN 18340 wurden Ausführungsgrundlagen für die Innenausbaugewerke und unter anderem für Doppel- und Hohlböden festgelegt. Anwendungsrichtlinien: Die Normen EN 12825 Doppelböden und EN 13213 Hohlböden sind Prüf- und Klassifizierungsnormen, in denen für Systemböden Leistungskriterien technischer Eigenschaften in Klassen festgelegt und einheitliche Prüfverfahren geregelt werden. Die Anforderungen für die Gebrauchs- und Verkehrstauglichkeit von Systemböden leiten sich aus den Anwendungsrichtlinien zu diesen Normen ab. Die Aufgabe der Abfassung, Fortschreibung und Einführung von Anwendungsrichtlinien für Systemböden in der Bundesrepublik Deutschland wird unter Einbeziehung der Fach- und Verkehrskreise wahrgenommen. Merkblätter: Die Einbindung von Systemböden in die Raumkonstruktion sowie durch die Entwicklung von Material und Konstruktion der Systembodenkomponenten sind der Entwurf, die Planung, die Ausschreibung und die Ausführung zu einer ingenieurtechnisch anspruchsvollen Aufgabe geworden. Damit die Übersicht über planungsrelevante, haftungsrechtliche wie bauaufsichtliche Aspekte behalten werden kann, gibt der BVS Merkblätter heraus.

### Unterstützen von Projektbeteiligten
Der BVS unterstützt Planer, Ausführende, Bauherrn und Interessierte.

### Öffentlichkeitsarbeit
Um das Wissensspektrum über Systemböden und die damit verbundene Belange einem großen Fachpublikum näher zu bringen, betreibt der BVS eine entsprechende Medienarbeit in einschlägigen Fachpublikationen. Damit bereits Studierende in den Fachgebieten des Bauwesens ein bautechnisches Verständnis für Systemböden entwickeln, hat der BVS 2012 damit begonnen, dieses Thema in Form von Vorträgen in die Hochschulen zu tragen.

## Konformitätszertifizierung
Die Konformitätszertifizierung ist ein Instrument für die Qualitätssicherung von Systemböden. Der BVS unterstützt die Konformitätszertifizierung. Alle Mitgliedsunternehmen sind gehalten, sich dieser Konformitätszertifizierung unterziehen zu lassen (SFE)

## BVS-Zentralregister allgemein bauaufsichtlicher Prüfzeugnisse für Systemböden
Der BVS bietet ein offenes Zentralregister an, in das jeder Systembodenhersteller und Anbieter seine allgemein bauaufsichtlichen Prüfzeugnisse auf Antrag einstellen kann. Da es kein vergleichbares öffentliches Register gibt, hat der BVS die Aufgabe der Verwaltung und Pflege dieses Verzeichnisses übernommen.